# Благовещенский собор (Воронеж)
Благове́щенский собо́р — православный храм в Воронеже, кафедральный собор Воронежской митрополии Русской православной церкви.
Возведён по проекту архитектора В. П. Шевелёва в русско-византийском стиле. Высота самого храма составляет 85 метров, а его высшей точки — 97 метров. Является третьим по величине в России православным храмом и одним из самых высоких православных храмов мира.
Строительство осуществлялось с 1998 по 2009 годы. Возведение храма благословил Патриарх Московский и Всея Руси Алексий II в ходе своего визита в Воронеж.

## История
См. также: Благовещенский собор (Воронеж, Митрофанов монастырь)

### Ход строительства
Возведение нового собора началось в 1998 году на территории Первомайского сада, популярного места отдыха горожан и гостей города, молодежи и студентов, детей. Первый камень в основание нового собора был заложен 28 августа — в праздник Успения Пресвятой Богородицы. Богослужение при этом возглавил митрополит Воронежский и Липецкий Мефодий (Немцов). При закладке собора присутствовали руководители области и города.
Святейший Патриарх Московский и всея Руси Алексий II освятил закладку 15 ноября 1998 года, когда прибыл в Воронеж с первосвятительским визитом:
Сегодня был заложен камень в основание воссоздаваемого Благовещенского кафедрального собора города Воронежа. И вот, когда мы закладываем камни или освящаем воссозданные храмы, невольно задаешься вопросом: зачем было разрушать наши святыни, нашу историю, наше прошлое?
В Библии есть слова: «Время разрушать и время строить... Время разбрасывать камни, и время собирать камни» (Ек. 3, 3, 5). Хотелось бы верить, что прошло и никогда не вернется больше то время, когда мы разрушали, когда мы бездушно разбрасывали камни. Камни своей истории, камни своей веры, камни своих святынь.
И сегодня, когда мы стояли на цокольной части будущего храма, мы осознавали, что начало положено. И, может быть, сделано самое трудное, потому что фундамент каждого здания – это его основа, на которой будет возведено само здание. Призыв, который обратил Владыка митрополит к вам, ко всем жителям Воронежа, – принять участие в строительстве храма, – я думаю и убежден, найдет живой отклик в сердцах и душах людей – жителей этого города. Воссоздание соборного храма Благовещения Пресвятой Богородицы – это возвращение в истинное русло нашей истории. И в то же время это акт покаяния за грехи отцов и дедов.

Если мы оглянемся на нашу историю и посмотрим на те храмы, которые сегодня стоят по лицу земли нашей, или на те, что были разрушены, – разве они создавались и строились в легкие времена? Да и были ли в нашей истории такие легкие времена? Напротив, как раз в трудные времена люди проявляют свою жертвенность и строят храмы как место молитвы, как место общения с Богом. Отсюда идет проповедь христианской веры. Здесь люди научаются жить по заповедям Божиим.

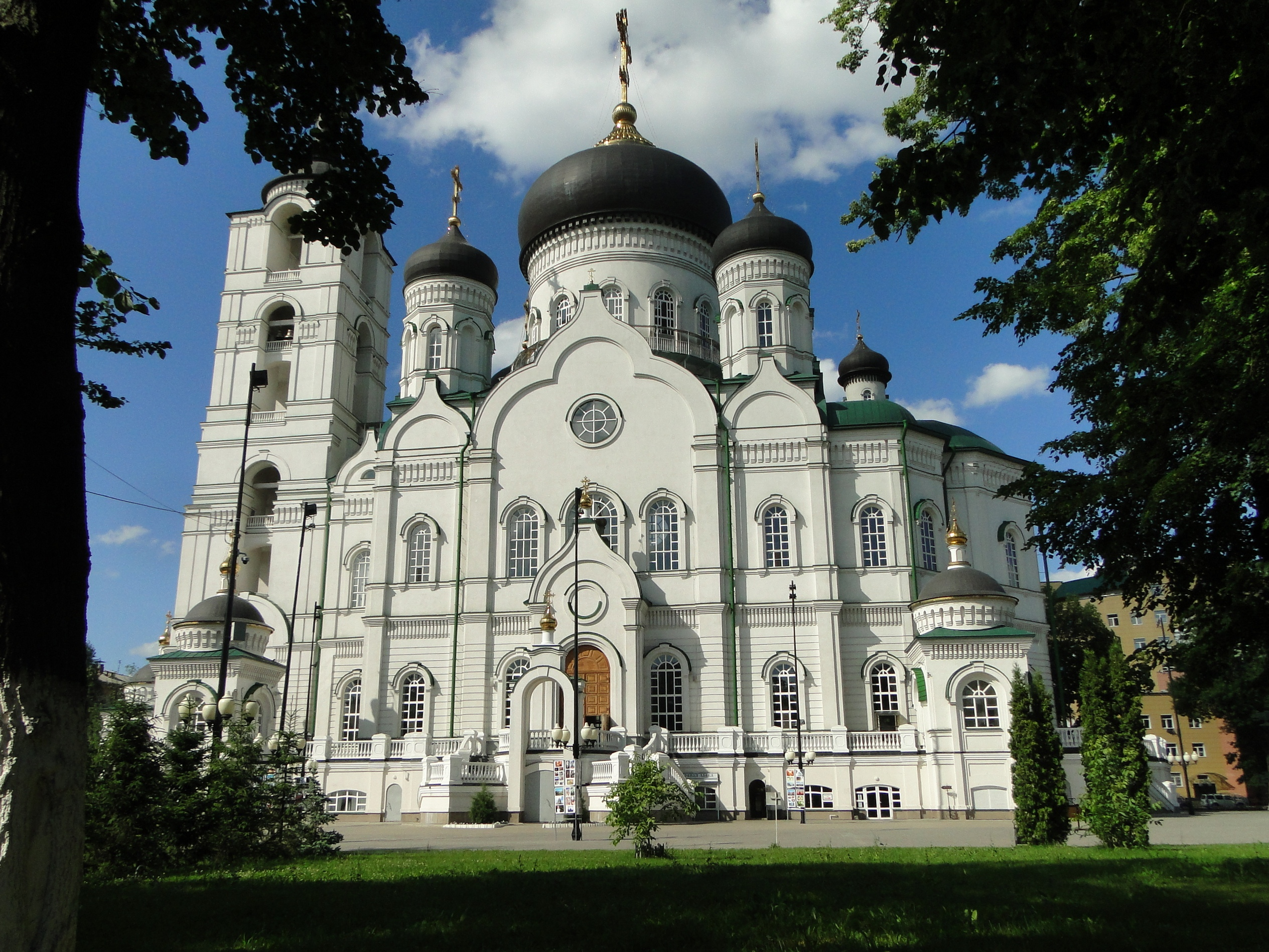
Вид снаружи.

Вновь построенный собор не имеет внешнего сходства с утраченным. Он состоит из двух частей: верхнего и нижнего храмов, и по своей архитектуре напоминает Владимирский собор Воронежа, находившийся на Кольцовской улице. Владимирский собор, построенный по проекту одного из учеников Константина Тона, был разрушен в 1931 году. Новый кафедральный собор способен вместить до 6 тысяч человек. Высота главного купола храма вместе с крестом составляет 85 метров. Собор является третьим по величине православным храмом в России и одним из самых высоких зданий Воронежа. Его кресты видны практически из любой части города.
В конце 2001 — начале 2002 года на главах храма были установлены кресты из нержавеющей стали, покрытые нитритом титана. 28 августа 2001 года на центральную главу собора возвели купол, а спустя несколько месяцев, 15 октября, на него установили крест. Ширина скелета купола составляет 18 метров, высота — 16 метров, а вес — 21 тонну. 23 марта 2002 года на колокольне установили колокол, вес которого — шесть тонн. Звонит колокол басом и относится к благовестам. 2 августа 2002 года были освящены и установлены кресты на малые купола собора. 6 декабря 2003 года прошло освящение нижнего храма собора.

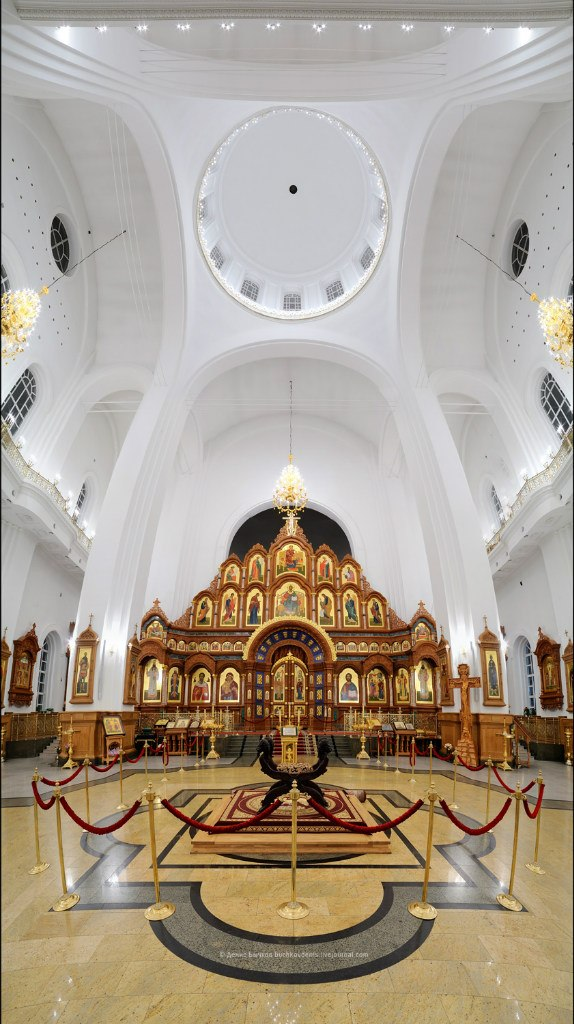
Благовещенский собор внутри

23 мая 2003 года, в рамках празднования дня Славянской письменности и культуры, по проекту скульпторов И. П. Дикунова и Эльзы Пак перед собором был установлен памятник первому воронежскому епископу Митрофану. Архитектурная часть памятника выполнена по проекту В. П. Шевелева. Скульптура отлита из бронзы, её окружают четыре ангела. Освящён памятник митрополитом Крутицким и Коломенским Ювеналием и митрополитом Мефодием.
26 апреля 2001 года в сквере строящегося храма установлены памятный знак Воронежскому добровольческому коммунистическому полку, памятные гранитные плиты ликвидаторам последствий аварии на Чернобыльской АЭС и памятный камень участникам испытаний ядерного оружия.
7 апреля 2004 года в Благовещенском соборе прошла первая Божественная литургия, соверешенная митрополитом Воронежским и Борисоглебским Сергием.

В конце апреля 2009 года в состав учредителей регионального общественного благотворительного «Фонда святителя Митрофана», созданного в 2003 году, вошли губернатор Воронежской области Алексей Гордеев, председатель Воронежской областной Думы Владимир Ключников, глава города Воронежа Сергей Колиух и заместитель председателя правительства области Виктор Неженец. Ревизором Фонда стал Владимир Ключников. В Фонде была учреждена должность директора по строительству Благовещенского собора, который нёс ответственность за окончание строительных работ. Губернатор Воронежской области А. В. Гордеев заявил журналистам:
Будем стремиться к тому, чтобы уже в октябре верхний придел храма был освящён, и здесь прошла первая служба.
3 ноября 2009 года, накануне празднования в честь Казанской иконы Божией Матери, в верхнем храме Благовещенского кафедрального собора прошла первая служба — всенощное бдение. Службу возглавлял митрополит Воронежский и Борисоглебский Сергий. Начиная с 4 ноября, богослужения в Благовещенском кафедральном соборе Воронежской и Борисоглебской епархии совершаются ежедневно.

### Открытие собора

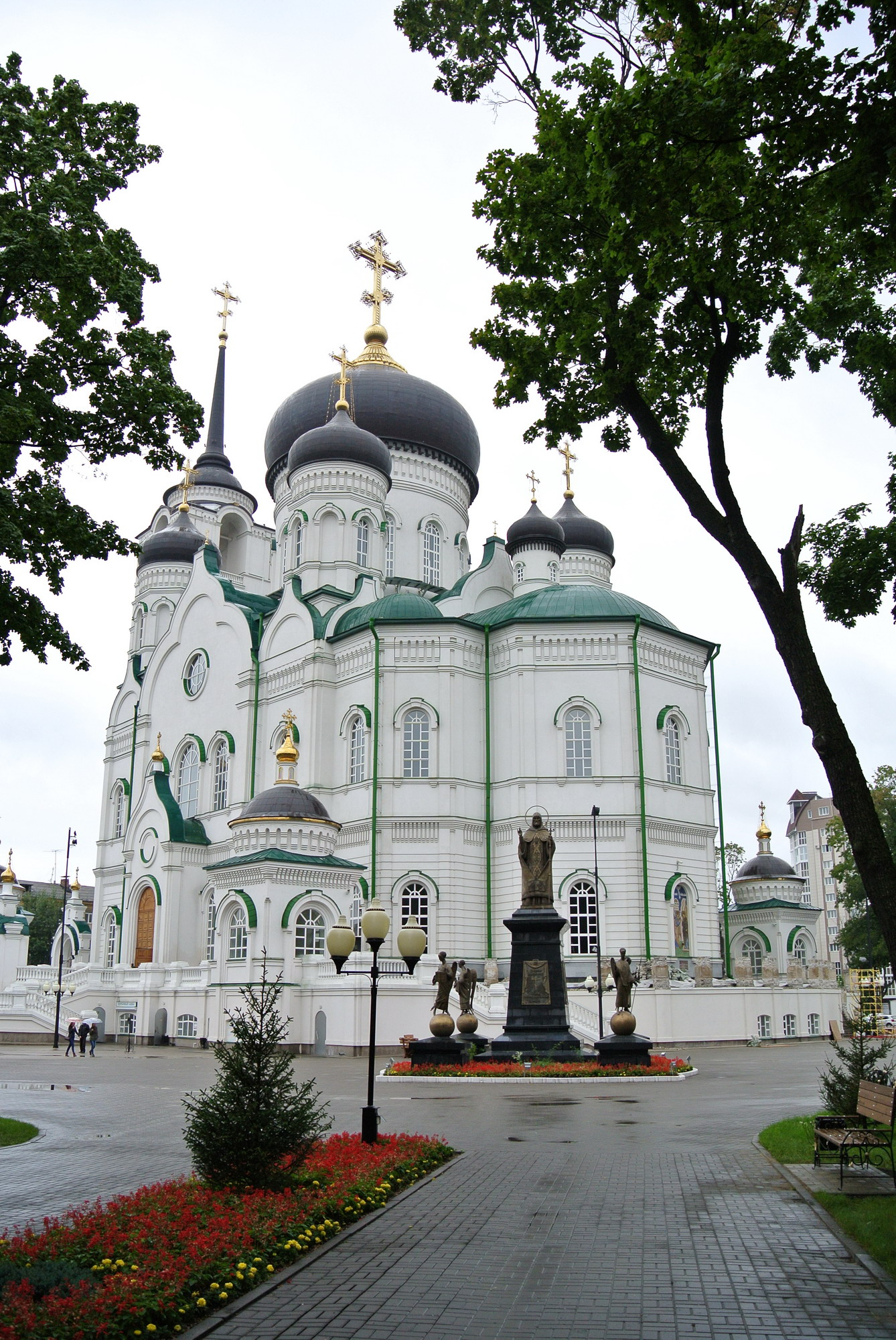
Вид из сквера.

Официальное открытие Благовещенского кафедрального собора состоялось 6 декабря 2009 года. По этому случаю, 5 и 6 декабря в Воронеже проходили масштабные торжества, в которых приняло участие большое количество горожан и гостей города.
5 декабря состоялся крестный ход — из Покровского собора в Благовещенский перенесли святые мощи святителя Митрофана Воронежского, святителя Тихона Задонского и священномученика Петра, архиепископа Воронежского. После этого, в новом храме состоялось праздничное Всенощное бдение.
6 декабря, в день памяти святителя Митрофана, состоялось официальное открытие Благовещенского собора. Митрополит Воронежский и Борисоглебский Сергий отслужил здесь праздничную Божественную литургию.
В дни торжеств, рядом с собором, была организована полевая кухня, где всех желающих угощали гречневой кашей с рыбой и горячим чаем.
По разным оценкам, в ходе мероприятий, приуроченных к открытию собора, приняло участие до десяти тысяч человек.
18 сентября 2011 года Патриарх Московский и всея Руси Кирилл совершил чин великого освящения Благовещенского кафедрального собора.